# Wim Kegel
Wim Kegel (* 8. Dezember 1967 in Den Haag) ist ein niederländischer Jazzmusiker (Schlagzeug, Komposition). In seinem Spiel kombiniert er traditionelle Zugänge zum Jazz-Schlagzeug mit einem progressiven, zeitgenössischen und persönlichen Ansatz.

## Leben und Wirken
Kegel begann im Alter von sechs Jahren Schlagzeug zu spielen. Nach Unterweisungen bei seinem Vater Nico Kegel und seinem ersten Schlagzeuglehrer Paul van der Vossen wechselte er im Alter von 15 Jahren an das Königliche Konservatorium in Den Haag, wo er an einem speziellen Kurs für junge Talente teilnahm. Er studierte dann am Konservatorium bei Henk van den Berg, aber auch bei Ack van Rooyen und Frans Elsen und schloss 1991 mit Auszeichnung ab. 1994 und 1996 konnte er mit einem Stipendium des Fonds voor de Podiumkunsten seine Kenntnisse in New York und Boston bei Joe Morello, Bob Moses und Jamey Haddad vertiefen. 
Kegel ist bereits als Teenager in ganz Europa aufgetreten. Mit der Gruppe Supreme Headquarters gewann Kegel 1989 den ersten Preis beim N.O.S. Jazzcontest für die beste Gruppe. Das Album O.P., auf dem er mit Maarten Ornstein, Ack van Rooyen, Ernst Reijseger und Tony Overwater spielte, erhielt 2001 einen Edison. In der Folge arbeitete er mit Ad Colen, Heleen Schuttevaêr, Tine Schneider, Udo van Boven / Philip Harper 4tet, Contraband und Major League.
Kegel ist weiterhin mit Michael Brecker, Pat Metheny (auf dem North Sea Jazz Festival 2004), Bob Berg, Sunny Murray, Bob Brookmeyer, Clark Terry, Johnny Griffin, Ferdinand Povel und George Duke aufgetreten. Er hat mehr als 40 Alben mit Musikern wie David Liebman, Bob und Chuck Findley, Ron McCroby, David Schnitter, Jeroen Manders, Mark Alban Lotz, Hans Mantel, der Gruppe Special Delivery, Tilmar Junius und der Down Town Jazz Band aufgenommen. Zu seinem Quartett gehören Jamy Westerveld, Jasper Lekkerkerk und Marco van Os.

## Diskographische Hinweise
- David Schnitter, Wim Kegel, Erik Robaard, Edgar van Asselt Quartet Penpals (2003)
- Maarten Ornstein, Tony Overwater, Wim Kegel Jungle Boldie (2010)
- Wim Kegel Duets With Marc van Roon Drumwise (2015)

## Webpräsenz
- Webpräsenz
- (Eintrag, Drummers Zone)
- Wim Kegel bei Discogs
- Wim Kegel bei AllMusic (englisch)